# غانية عيادي
غانية جمعة عيادي (بالإنجليزية: Ghania Ayadi)، (مواليد 7 سبتمبر 2003): هي لاعبة كرة قدم جزائرية محترفة؛ تلعب كمهاجم في البطولة الجزائرية للسيدات لكرة القدم (أقبو) وضمن منتخب الجزائر لكرة القدم للسيدات.

## المسيرة الكروية
عيادي هي لاعبة دولية سابقة لعبت في صفوف الشباب تحت 17 وتحت 20 سنة. لعبت عيادي لمدة ثلاث سنوات قبل أن تنتقل إلى نادي أقبو خلال موسم 2021. في 27 فبراير 2024، ظهرت لأول مرة مع المنتخب الوطني في فوز 3–0 ضد بوركينا فاسو، حيث دخلت في الدقيقة 82 كبديلة لإيناس بوطالب.

## الأوسمة
حققت عيادي العديد من المراكز المتقدمة، ونالت العديد من التكريمات والأوسمة خلال دورة اتحاد شمال إفريقيا للسيدات تحت 20 سنة، دورة اتحاد شمال إفريقيا للسيدات تحت 21 سنة، البطولة الجزائرية للسيدات لكرة القدم، كأس الجزائر للسيدات.